# Wilhelm Dreßler

Wilhelm Dreßler

Wilhelm Gustav Dreßler (* 9. März 1893 in Tannwald, Bezirk Gablonz an der Neiße, Königreich Böhmen; † 8. Mai 1945 in Gablonz an der Neiße) war ein sudetendeutscher Politiker (NSDAP).

## Leben und Wirken
Dreßler war Sohn des Schneiders Josef Dreßler und dessen Ehefrau Anna, geborene Fischer. Nach dem Besuch der Volksschule und der Bürgerschule absolvierte Dreßler eine kaufmännische Lehre in der Porzellanfabrik Hermann Scholz in Tiefenbach an der Desse. Seit seiner Schulzeit war Dreßler Turner. Um 1911 wurde er Mitglied der pennalconservativen Burschenschaft Arminia zu Villach, deren Ehrensenior er später war. 1914 ging Dreßler zur Festungsartillerie in Przemyśl in Galizien, mit der er am Ersten Weltkrieg teilnahm. Am 23. März 1915 geriet er bei der Eroberung der Festung in russische Kriegsgefangenschaft. In dieser verblieb er bis ins Jahr 1918. Als Kriegsgefangener arbeitete Dreßler im russischen Postbüro, außerdem war er Führer einer Turnriege und Mitglied des Lagerorchesters. 1918 wurde er von den Tschechoslowakischen Legionen zum Wachdienst ausgehoben. In dieser Eigenschaft tat er acht Monate lang bis zu seiner Heimkehr Dienst.
1920 kehrte Dreßler in die Firma Scholz in Tiefenbach zurück, in der er 1936 zum Prokuristen ernannt wurde. Außerdem übernahm er die Leitung der Turnvereins Ober-Tannwald. In den folgenden Jahren tat er sich als Organisator des großen Gauturnfestes hervor. Politisch gehörte Dreßler nach eigenen Angaben seit dem 1. Januar 1924 der DNSAP an.
Am 4. Oktober 1933 wurde Dreßler von Konrad Henlein als Bezirksleiter mit dem Aufbau des Sudetendeutschen Heimatfront und später der Sudetendeutschen Partei (SdP) im Bezirk Tannwald beauftragt. In den folgenden Jahren war Dreßler verstärkt in die Konflikte der deutschsprachigen Minderheit in der Tschechoslowakei verwickelt: Von Weihnachten 1937 bis Neujahr 1938 wurde er im Kreisgericht Reichenberg in Haft gehalten. Später bezeichnete er sich als Geisel Nr. 1 im Bezirk Tannwald. 1935 wurde er in den Böhmischen Landtag gewählt. Als Landtagsabgeordneter dieses Parlamentes hielt Dreßler am 19. Mai 1938 als letzter Sprecher seiner Partei vor dem Auszug ihrer Abgeordneten aus dem Parlament eine Rede. 
Durch das Münchner Abkommen, das die Annexion der Sudetengebiete und deren Eingliederung in das Deutsche Reich im Herbst 1938 zur Folge hatte, wurde Dreßler anlässlich der Ergänzungswahl am 4. Dezember 1938 auf Reichswahlvorschlag als Abgeordneter für die Sudetengebiete in den Nationalsozialistischen Reichstag entsandt, dem er bis zu seinem Tod angehörte. Am 31. Dezember 1938 beantragte er die Aufnahme in die NSDAP und wurde rückwirkend zum 1. November desselben Jahres aufgenommen (Mitgliedsnummer 6.647.699).
Im Oktober 1938 wurde er zum Kreisbeauftragten berufen und von Anfang 1939 bis 1945 war er NSDAP-Kreisleiter des Kreises Gablonz und dortiger Hauptabschnittsleiter.
Dreßler beging bei der Einnahme von Gablonz durch die Rote Armee am 8. Mai 1945 Suizid.